# Luke Skywalker
Luke Skywalker je fiktivní postava ze světa filmové trilogie Star Wars ztvárněná americkým hercem Markem Hamillem. Luke je jedno z dvojčat, která se narodila ze svazku Anakina Skywalkera a vládkyně Naboo Padmé Amidaly, pozdější senátorky. Je to legendární voják a mistr Jedi, který pomohl porazit Galaktické impérium a založit Novou Republiku, stejně jako Nový Řád Jedi. Mimo to se mu povedlo probudit v Darth Vaderovi jeho dávno ztracenou světlou stranu.

## Děj

### Epizoda 3 – Pomsta Sithů
Narodil se 19 BBY na asteroidu Pollis Massa jako syn padlého rytíře Jedi Anakina Skywalkera a bývalé královny Naboo Padmé Amidaly. Vyrostl v izolaci na planetě Tatooine u rodiny svého strýce, kde byl skrytý před Císařem Palpatinem a vlastním otcem, nyní známým jako Darth Vader, Temný Lord ze Sithu.

### Epizoda 4 – Nová naděje
V 0 BBY se však jeho život změnil. Koupě dvou droidů, R2-D2 a C-3PO, ho vedla k setkání s Hanem Solem, Chewbaccou, princeznou Leiou Organou a Obi-Wanem (Benem) Kenobim. Obiwan Luka zasvětil do světa jediů a vysvětlil mu jak funguje síla. Také mu sdělil, že jeho otec byl kdysi Jedi a byl zabit Darthem Vaderem. Během záchrany Princezny Leii se Obiwan nechal dobrovolně zabít Vaderem, aby pomohl Lukovi a ostatním v útěku z Hvězdy Smrti. Skywalker později jako člen eskadry Rogue zničil první Hvězdu smrti a připojil se k povstalecké Alianci.

### Epizoda 5 – Impérium vrací úder
Během příštích pár let bojoval Luke Skywalker ve většině důležitých bitev v Galaktické občanské válce. V 3 ABY napadlo Impérium povstaleckou základnu na planetě Hoth a Luke odlétá na Dagobah za mistrem Yodou s přáním, aby ho vycvičil. Luke se vydá bojovat s Darth Vaderem, který mu usekne ruku, načež mu prozradí, že je jeho otec. Luke kvůli useknuté ruce ztratí svůj první světelný meč.

### Epizoda 6 – Návrat Jediů
O rok později se vydáva s Leiou, Landem a ostatní zachránit Hana Sola do paláce Jabbu Hutta a později bojuje v bitvě o Endor, kde se nechá zajmout imperiálními vojáky, aby mohl bojovat s Darth Vaderem. Svého otce porazí, ale nechce se přidat k temné straně. Proto jej císař Palpatine (Darth Sidious) chce zabít, ale Darth Vader se nad Lukem, svým synem, slituje a hodí Palpatina do generátoru Hvězdy smrti. Luke tedy uspěl v obrácení svého otce zpět na světlou stranu. Darth Vader později zemře na poškození, které mu způsobil Palpatine svými blesky. Luke Skywalker v poslední chvíli odletí z vybuchující Hvězdy smrti i s mrtvým tělem Darth Vadera na měsíc Endor, kde svého otce spálí. Díky Lukovi Skywalkerovi byl Palpatine alias Darth Sidious zabit, což Impériu zasadilo zničující úder. Luke se později připojí k svým přátelům oslavovat vítězství nad Impériem.

### Epizoda 7 – Síla se probouzí
Po pádu Impéria a obnovení republiky založí Luke Skywalker chrám Jediů. Jeden z jeho členů Ben Solo (syn Lei a Hana) je Snokem  sveden na temnou stranou síly. Kylo Luka zradí a přidá se k uskupení jménem První řád, jenž vznikl z pozůstatků Galaktického impéria. Zároveň vyvraždí děti z chrámu. Zklamaný Luke poté zmizí. Zanechá pouze mapu cesty k místu, kde se nachází. Po celý zbytek sedmé epizody je Skywalker hledán. Znovu se objeví až na konci dílu, kde jej nalezne Rey, která mu vrátí jeho starý světelný meč.

### Epizoda 8 – Poslední z Jediů
Luke se skrývá na ostrově na planetě Ach-to v nejzápadnějším koutě Galaxie a jako poslední Jedi je rozhodnut nechat řád zaniknout. Na ostrově jej vyhledá Rey, ale Luke jí odmítá pomoci. Přes svůj odpor k pokračování řádu Jedi dá Rey 3 lekce. Rey později naváže tzv. force bond s Kylo Renem. Když to Luke následně zjistí, vyžene ji z ostrova. Později se vrátí (nevrátí se fyzicky ale skrz projekci v Síle) aby pomohl Odboji na planetě Crait v bitvě o poslední úkryt povstalců. Shledá se se svou sestrou Leiou a následně se utká s Kylo Renem v souboji se světelnými meči. Souboj vyhraje, stejně jako jeho učitel Obi-Wan s Darth Vaderem na Mustafaru. Omluví se Kylovi za to že ho zklamal a řekne mu, že on není poslední z Jediů, následně zmizí. Nakonec umírá na Ach-to vyčerpáním ze síly, kterou vynaložil na to, aby se vrátil. Jeho smrt vycítí Leia, Rey a Kylo Ren.